# Martin Zander (tennis)
Pour les articles homonymes, voir Zander et Martin Zander.
Martin E. Zander est un joueur allemand de tennis.

## Carrière
1/8 de finaliste aux Internationaux de France de tennis 1931 à Roland Garros,. Exempt de premier tour, il bénéficie des forfaits successifs de Georges Glasser en 1/32 puis de Bunny Austin en 1/16.
Il a battu le champion autrichien Herman von Artens à Berlin en 1929.
Il a rencontré l'un des plus grands champions de tennis de l'histoire, l'Américain Bill Tilden, en quart de finale du tournoi de Berlin en 1930 (perdu : 7-9, 0-6).

## Palmarès

### Titres
- 1932 : Wurtemberg Heinz Remmert (7-5, 3-0 abandon)
- 1934 : Heringsdorf Ferdinand Henkel (6-3, 3-6, 6-3)
- 1934 : Sopot Heinz Pietzner (6-1, 6-0, 4-6, 6-1) [3]

### Finales
- 1932 : Königsberg Friedrich Frenz (6-4, 6-1, 6-4)
- 1934 : Stettin Friedrich Frenz (6-2, 3-6, 6-1, 3-6, 6-4)